# Marcus Nilsson (friidrottare)

För andra personer med samma namn, se Marcus Nilsson.  
Marcus Nilsson, född 3 maj 1991, är en svensk friidrottare (tiokampare) som representerar Högby IF. 
Marcus Nilsson är bror till tillika friidrottarna Ida, Johanna och David Nilsson.

## Karriär
Vid Junior-VM 2010 i Moncton, Kanada vann Nilsson en överraskande bronsmedalj i tiokamp. Han deltog sedan vid U23-EM i Ostrava, Tjeckien 2011 och kom då på en sextonde plats med 7 141 poäng.
På EM i Helsingfors 2012 kom Nilson på en artondeplats och vid VM i Peking 2013 kom han på en 24:e plats i tiokamp.
Nilsson deltog också vid EM i Zürich 2014 men bröt på grund av skadeproblem. Två år senare deltog Marcus Nilsson vid EM i Amsterdam och kom där på en åttondeplats med säsongsbästa 7 942 poäng.
I februari 2022 vid inomhus-SM tog Nilsson guld i sjukamp med ett säsongsbästa på 5 718 poäng. Han tog även silver i stavhopp efter ett hopp på personbästat 5,09 meter.

## Personliga rekord

### Utomhus, tiokamp och dess grenar[17]
| Gren        | Resultat | Plats              | Datum           | Virtuell bästa serie |
| ----------- | -------- | ------------------ | --------------- | -------------------- |
| Tiokamp     | 8 120 p  | Ratingen, Tyskland | 17 juni 2018    | 8 564 poäng          |
| 100 meter   | 11,23    | Götzis, Österrike  | 25 maj 2019     | 811 p                |
| Längdhopp   | 7,30     | Götzis, Österrike  | 25 maj 2019     | 886 p                |
| Kula        | 16,05    | Skruv, Sverige     | 18 maj 2019     | 855 p                |
| Höjdhopp    | 2,02     | Des Moines, USA    | 6 juni 2012     | 822 p                |
| 400 meter   | 49,54    | Moncton, Kanada    | 20 juli 2010    | 836 p                |
| 110 m häck  | 14,53    | Mölndal, Sverige   | 3 augusti 2019  | 907 p                |
| Diskus      | 48,43    | Linköping, Sverige | 25 maj 2017     | 838 p                |
| Stavhopp    | 5,20     | München, Tyskland  | 16 augusti 2022 | 964 p                |
| Spjut       | 66,69    | München, Tyskland  | 16 augusti 2022 | 819 p                |
| 1 500 meter | 4.18,01  | Des Moines, USA    | 7 juni 2012     | 826 p                |

### Övriga rekord
| Utomhus - 800 meter – 1.59,35 (Högby 17 juli 2016) - 400 meter häck – 52,28 (Falun 21 augusti 2010) - Tiokamp U20 – 7 751 (Moncton, Kanada 21 juli 2010) | Inomhus - 60 meter – 7,23 (Norrköping 10 februari 2018) - 400 meter – 51,30 (Karlskrona 15 januari 2011) - 1000 meter – 2.33,99 (Norman, Oklahoma USA 25 februari 2012) - 1000 meter – 2.38,62 (Nampa, Idaho USA 10 mars 2012) - 60 meter häck – 8,22 (Växjö 20 januari 2019) - Höjd – 1,96 (Norrköping 10 februari 2018) - Stav – 5,15 (Malmö 19 februari 2023) - Längd – 6,96 (Växjö 3 februari 2018) - Kula – 16,02 (Fresno, Kalifornien USA 17 februari 2013) - Sjukamp – 5 866 (Norrköping 11 februari 2018) - Sjukamp U22 – 5 369 (Stockholm 7 mars 2010) |